# Уэстман, Нидия
Нидия Айлин Уэстман (англ. Nydia Eileen Westman , 19 февраля 1902 — 23 мая 1970) — американская актриса.
Родилась в Нью-Йорке в семье артистов водевилей. Две её сестры Лолита и Невилл, и брат Теодор, также были актёрами. Актёрскую карьеру она начала в подростковом возрасте с участия в театральных постановках, а в 1925 году дебютировала на Бродвее. Впервые на киноэкранах Уэстман появилась в 1932 году в фильме «Странное правосудие». В дальнейшем она снялась в таких картинах как «Маленькие женщины» (1933), «Одна ночь любви» (1934), «Кот и канарейка» (1939), «То, что она не отдаст» (1943), «Погоня» (1966) и ещё четырёх десятках кинокартин, преимущественно на ролях второго плана. С начала 1950-х годов Уэстман стала частой гостьей на телевидении, где у неё были роли в сериалах «Первая студия», «Перри Мейсон», «Бонанза», «Час Альфреда Хичкока», «Моя жена меня приворожила», «Семейка Аддамс» и «Семейка монстров».
С 1930 по 1937 год актриса была замужем за продюсером Робертом Спарксом, от которого в 1931 году родила дочь Кейт Уильямсон, ставшую актрисой. Нидия Уэстман умерла от рака в возрасте 68 лет в калифорнийском городе Бербанк.

## Избранная фильмография
| Год  |   | Русское название  | Оригинальное название | Роль |
| ---- | - | ----------------- | --------------------- | ---- |
| 1933 | ф | Маленькие женщины | Little Women          | Мами |